# فيصل السعدون
فيصل السعدون (19 يوليو 1987) لاعب كرة قدم بحريني يلعب حاليا لصالح نادي الدرجة الأولى البحرين البحريني في مركز المهاجم من 2016.